# باول تايلور (لاعب كريكت بريطاني)
باول تايلور (9 مارس 1937 في المملكة المتحدة - ) (بالإنجليزية: Paul Taylor)‏ هو لاعب كريكت بريطاني. لعب مع نادي مقاطعة نوتنغهامشير للكريكت ‏.

## وصلات خارجية
- باول تايلور (لاعب كريكت بريطاني) على موقع إي آس بي آن كريك إنفو (الإنجليزية)